# Velika vára
Velika vára (horvátul: Utvrda Velika) egy várhely Horvátországban, a Pozsega közelében fekvő Kraljeva Velika falu határában.

## Fekvése
Velika várának maradványai a falutól délre, egy szántóföldektől körülvett bozótos területen találhatók.

## Története
Velika a térség egyik legjelentősebb középkori vára, melyet 1237-ben említenek először. A vár uradalmi központ volt, melynek határa a Száva folyása mentén Stara Subockától a Pakra alsó folyásáig és a Lonjáig húzódott. A kutatások szerint Velikát a 14. század közepén építették át egy kisebb várból nagyméretű síkvidéki erődítménnyé, melyet földsáncokkal, vizesárokkal és tölgyfából épített paliszádokkal erősítettek meg.
A vár a 13. században Velikovics Péteré, majd a vránai johannita perjelségé volt, akik Zsigmond király politikai ellenfelei voltak. Tőlük elvette a király, ezután királyi birtok, majd 1437-ben hívének Morovics Ivánnak adta. Mátyás király 1480-ban a boszniai hadjáratban tett szolgálaiért Egervári Lászlónak adta, majd a 15. század végétől a Kanizsiaké. Ezután Beriszlói Ferenc horvát báné, akinek özvegye hozományként Bánffy János verőcei ispánnak adta át. Ezután Frangepán Kristófé, majd 1537-től Nádasdy Tamásé, végül a Szencseieké volt. A várnak különösen a 15. században volt nagy jelentősége. 1527-ben Szapolyai János király rendeletére innen hívta össze Frangepán Kristóf a körösi horvát nemzetgyűlést. Stratégiai jelentősége 1537, Pozsega török kézre kerülése után nőtt meg. 1544-ig itt húzódott az Oszmán Birodalom határa. Ebben az időszakban a térségből mintegy tízezer ember menekült az ország biztonságosabb vidékeire.
Miután Szencsei Kristóf behódolt a szultánnak 1544-ben harc nélkül került török kézre és a Pakráci szandzsák részeként kétszáz évig török kézen is maradt. A keresztény erők többször is megpróbálták visszafoglalni, így 1546-ban és 1552-ben Erdődy Péter, 1554-ben pedig Zrínyi Miklós intézett támadást a terület visszafoglalására. Végül 1685-ben Erdődy Miklósnak sikerült visszafoglalnia. A török népesség Boszniába menekült, helyükre a 17. század végén Sziszek, Ivanicsvár és Körös vidékéről horvát családok érkeztek. Az akkor határvárnak számító erősségben mintegy százfős őrség állomásozott. Az uradalmat Leon Ullerfeld császári titkos tanácsos kapta meg. A háborús időszaknak csak 1739-ben a nándorfehérvári béke után lett vége. Ezt követően a vár elveszítette jelentőségét, tulajdonosai elhagyták, majd a romokat a környékbeli lakosság az építkezésekhez széthordta. 

## A vár mai állapota
A vár maradványai a faluból Trebež felé vezető útról balra egy földúton közelíthetők meg. A helyet tábla is jelöli. Velika egykor nevezetes középkori várának mára alig maradt nyoma és azt is benőtte a buja növényzet. Az egykori sáncok maradványai és a vizesárkok nyomai még jól kivehetők.